# Cantó de La Guiòla
El cantó de La Guiòla és un cantó francès del departament de l'Avairon, a la regió d'Occitània. Està inclòs en el districte de Rodés, té 5 municipis i el cap cantonal és La Guiòla.

## Municipis
- Cassuèjols
- Curièiras
- La Guiòla
- Montpeirós
- Solatges